# Saupstad
Saupstad er et af distrikterne i Heimdal bydel i Trondheim kommune. Saupstad distrikt grænser mod Heimdal i syd og vest og Flatåsen i nord og øst. Bydelen er kommunens tættest befolkede område, og består af områderne Kolstad, Saupstad og Huseby. I daglig tale skiller man sjældent mellem navnene Kolstad og Saupstad. Området omtales lige så ofte som Kolstad. Begge navnene kommer fra tidligere gårdsbrug som lå i området.
Området huset primært boliger, der er bygget i 1960'erne. Det er et af Tusenårsstederne i Trondheim.
63°24′N 10°18′Ø / 63.4°N 10.3°Ø